# Шуляр Василь Іванович
Васи́ль Іва́нович Шу́ляр (нар. 23 травня 1960, Таврійське, Херсонський район, Херсонська область) — доктор педагогічних наук, переможець Всеукраїнського конкурсу «Досвід освітян» (1997—1998); Учитель року — 2000; Заслужений вчитель України (2000).

## Біографія
Народився 23 травня 1960 року в селі Кірово (нині — Таврійське) Херсонського району Херсонської області. Восьмирічну освіту одержав у Новософіївській школі Снігурівського району Миколаївської області, продовжив навчання в Баратівській середній школі Снігурівського району, яку й закінчив у 1977 році. У тому ж році вступив до Миколаївського державного педагогічного інституту на філологічний факультет і в 1981 році одержав диплом спеціаліста української мови та літератури. 
Трудову діяльність розпочав у Воровській школі Жовтневого району. У 1982 році переведений до Котляревської школи на посаду заступника директора з навчально-виховної роботи та вчителя української мови та літератури. У період з 1982 по 2000 рік призначався на посади методиста, інспектора, завідувача Жовтневого районного методичного кабінету, заступником директора з навчальної роботи Миколаївського обласного інституту післядипломної педагогічної освіти, тривалий період очолював колектив Котляревської середньої загальноосвітньої школи І—ІІІ ступенів.
Займався дослідно-експериментальною роботою, вибудовуючи модель сільської «школи радості, гармонії і краси». Навчальний заклад був експериментальним майданчиком Інституту художнього виховання Академії педагогічних наук СРСР із проблем художньо-естетичного виховання, у ньому випробовувалась відповідна концепція. 
З 2000 року доцент кафедри української літератури Миколаївського національного університету імені В. О. Сухомлинського. У 2006—2007 Заступник декана філологічного факультету з навчальної роботи. Учитель-методист, спеціаліст вищої категорії, учитель української літератури Першої української гімназії імені М. М. Аркаса.
З 2015 року — директор Миколаївського обласного інституту післядипломної педагогічної освіти. Голова вченої ради Інституту, очолює редакційну колегію науково-методичного, інформаційно-освітнього журналу «Вересень» та Краєзнавчого альманаху. Входить до складу редакційних колегій щомісячного науково-методичного журналу Міністерства освіти і науки України «Дивослово: Українська мова і література в навчальних закладах».  

## Науковий доробок
Автор і співавтор понад 500 публікацій, монографій і посібників, зокрема:
- «Планування літературної освіти школярів: технологічна концепція»;
- «Підготовка майбутнього вчителя до впровадження педагогічних технологій».

## Нагороди і звання
- Знак «Відмінник народної освіти УРСР» (1991).
- Переможець Всеукраїнського конкурсу «Досвід освітян» (1997—1998).
- Звання «Заслужений учитель України» (2000).
- Звання «Учитель року — 2000»[3].
- Почесна відзнака Національної академії педагогічних наук України «К. Д. Ушинський» (2020).
- Почесна відзнака Миколаївської обласної ради «За заслуги перед Миколаївщиною» ІІ ступеня (2020).
- Нагрудний знак Міністерства освіти і науки України «За наукові та освітні досягнення» (2020).
- Лауреат Премії імені Дмитра Нитченка (2025).